# Primeiros Sons do Hino da Independência
Primeiros Sons do Hino da Independência, também conhecida como Hino da Independência, é uma pintura de Augusto Bracet. A data de criação é 1922. A obra é do gênero pintura histórica. Está localizada no Museu Histórico Nacional. Retrata, entre outros, Pedro I do Brasil e Evaristo da Veiga, em 1822.
A obra foi produzida com tinta a óleo. Suas medidas são: 190 centímetros de altura e 250 centímetros de largura.
Bracet representou um momento no processo da Independência do Brasil, a saber a composição do Hino da Independência, cuja autoria oficial é de Dom Pedro e Evaristo da Veiga. Dom Pedro aparece sentado ao piano, aparentemente cercado de pessoas da Corte, compondo o hino. A representação não traz elementos heróicos.
A representação de Bracet está baseada na memória de Francisco Canto de Mello, aliás um trecho de escritos dele foi apresentado no catálogo na primeira apresentação pública do quadro, como forma de contextualizar a pintura.
A obra de Bracet foi apresentada publicamente na Exposição de Arte Contemporânea e Arte Retrospectiva do Centenário da Independência, iniciada em 12 de novembro de 1922. A pintura foi selecionada em 1923, juntamente com obras de Georgina de Albuquerque, Helios Seelinger e Pedro Bruno, para ser comprada para o acervo público, o principal prêmio desse evento de belas artes cuja função era adquirir obras que remetessem à formação nacional do Brasil. A seleção foi realizada por Flexa Ribeiro, Archimedes Memória e Rodolfo Chambelland, com a principal tarefa de buscar novas representações iconográficas à interpretação histórica da independência.
Ante representações triunfais de Dom Pedro no processo da independência, como Independência ou morte, de Pedro Américo, a pintura de Bracet explora a intimidade do imperador, oferecendo-lhe uma atuação doméstica e até feminina.